# جوليوس إندونغو
جوليوس إندونغو (بالإنجليزية: Julius Indongo)‏ (مواليد 12 فبراير 1983) هو ملاكم ناميبي، مثّل بلاده في الألعاب الأولمبية الصيفية 2008.

## روابط خارجية
جوليوس إندونغو على موقع بوكس ريك (الإنجليزية) (registration required)
- جوليوس إندونغو على موقع أوليمبيديا (الإنجليزية)